# 茶籽油
茶籽油(tea seed oil)，中國大陸又稱茶葉籽油，台灣另稱茶仔油（tê-á-iû），是以製茶用的茶樹種子所榨之食用油。
茶籽油不是油茶樹種子所榨之油；茶樹學名是  ，油茶樹學名是  ，同為山茶科山茶屬但不同種。